# Wybory parlamentarne w Hiszpanii w 2000 roku
| ← Wybory parlamentarne 2000 w Hiszpanii →                                              |            |       |            |
| Partia                                                                                 | Głosy      | %     | deputowani |
| Partia Ludowa (Partido Popular) (PP)                                                   | 10.321.178 | 44,22 | 183        |
| Hiszpańska Socjalistyczna Partia Robotnicza (Partido Socialista Obrero Español) (PSOE) | 7.918.752  | 33,93 | 125        |
| Konwergencja i Jedność (Convergència i Unió) (CiU)                                     | 970.421    | 4,16  | 15         |
| Zjednoczona Lewica (Izquierda Unida) (IU)                                              | 1.263.043  | 5,41  | 8          |
| Nacjonalistyczna Partia Basków (Partido Nacionalista Vasco) (EAJ/PNV)                  | 353.953    | 1,52  | 7          |
| Koalicja Kanaryjska (Coalición Canaria) (CC)                                           | 248.261    | 1,06  | 4          |
| Nacjonalistyczny Blok Galicki (Bloque Nacionalista Gallego) (BNG)                      | 306.268    | 1,31  | 3          |
| Partia Andaluzji (Partido Andalucista) (PA)                                            | 206.255    | 0,88  | 1          |
| Republikańska Lewica Katalonii (Esquerra Republicana de Catalunya) (ERC)               | 194.715    | 0,83  | 1          |
| Inicjatywa dla Katalonii - Zieloni (Iniciativa per Catalunya - Verds) (IC-V)           | 119.290    | 0,51  | 1          |
| Eusko Alkartasuna (EA)                                                                 | 100.742    | 0,43  | 1          |
| Zjednoczenie Aragońskie (Chunta Aragonesista) (CHA)                                    | 75.356     | 0,32  | 1          |
| Razem                                                                                  | 23.339.474 | 94,58 | 350        |